# 石川野乃花
石川 野乃花（いしかわ ののか、1月28日 - ）は、日本の女優、映画監督。アイドルグループ「Symdolick」の元メンバー。2023年、片瀬成美とVtuberプロジェクト「ゼロ地区」を立ち上げ、プロデューサーとして活動中。その傍ら、石川 花（いしかわ はな）名義で映画やミュージックビデオの監督も行っている。

## 経歴
鹿児島県薩摩川内市出身。13歳で芸能活動を開始。日本大学藝術学部映画学科演技コースを卒業後、濱野智史がプロデュースする「PIP:Platonics Idol Platform」のリーダーとしてアイドルデビュー。PIP解散後は「きゃわふるTORNADO」に加入し、その後改名した「Symdolick」のメンバーとして2025年2月まで活動した。
子役時代から数々のテレビドラマ、映画、舞台に出演し、なかでも主演を務めた映画「渇愛(Ben-Joe)」は、タリン・ブラックナイト映画祭2023の公式セレクションに選出された。

## 人物・私生活
特技は日本舞踊、クラリネット、アルトサックス。趣味はフィルムカメラ。

## 主な出演作品

### 映画
| 公開年 | 作品名           | 役名           |
| ------ | ---------------- | -------------- |
| 2008年 | ブラブラバンバン |                |
| 2023年 | 渇愛(Ben-Joe)    | 大村早紀(主演) |

### テレビドラマ
| 放送年 | 放送局     | 作品名             | 役名                       |
| ------ | ---------- | ------------------ | -------------------------- |
| 2008年 | TBS        | ROOKIES            | 町田奈穂                   |
| 2008年 | テレビ東京 | 携帯捜査官7 第6話  |                            |
| 2008年 | フジテレビ | お客様は王様かよ!? | ビデオカメラを購入した少女 |

### 舞台
| 上演年 | 作品名                           | 役名          | 備考                                         |
| ------ | -------------------------------- | ------------- | -------------------------------------------- |
| 2005年 | ミュージカル「トラップ一家物語」 |               | 制作:IMAGINE Musical                         |
| 2006年 | ミュージカル「あしながおじさん」 |               | 主演:三倉茉奈・三倉佳奈 制作:IMAGINE Musical |
| 2013年 | 舞台「ヴェニスの商人」           | ネリッサ      | 脚色・脚本・演出：新藤栄作                   |
| 2014年 | 舞台「フェイク・恋の骨折り損」   | ロザライン    | 脚色・脚本・演出：新藤栄作                   |
| 2016年 | 舞台「便利屋～リターンズ～」     | 大西(W主演)   | 潤色・脚色・演出：新藤栄作                   |
| 2019年 | 演劇「暗室BAR」                  | (主演)        | 自ら企画、演出。写真展「好きだ」で披露       |
| 2020年 | オンライン朗読劇「Greif」        | 3役(日替わり) | Zoomにて開催                                 |

### バラエティ
- 「そんなバカなマン」～バカリズムとタッグを組んでくれるアイドル探し（2015～2016年、フジテレビ）

### CM・AD
- ドン・キホーテ「エリ、そで汚れ落としスプレー」(2022年、店内CM)[7]

### ラジオ
- 「石川野乃花のラジオ喫茶オールドクロップ」（2021年～、ワロップ放送局）

### ネット配信
- 「猫舌SHOWROOM 豪の部屋」[8]（2025.6.3）

## 主な監督作品
| 発表年 | 作品名                         | 出演              | 備考                          |
| ------ | ------------------------------ | ----------------- | ----------------------------- |
| 2019年 | 短編映画「あち、星屑デザイヤ」 | 石川野乃花        | 第3回未完成映画予告編大賞入選 |
| 2020年 | 短編ドラマ「innocence」        | 神咲くるみ        |                               |
| 2021年 | MV「これまでここから」         | きゃわふるTORNADO |                               |
| 2022年 | MV「テトテ」                   | Shupines          |                               |
| 2023年 | MV「ハナチルミチル」           | Symdolick         |                               |

## 受賞・就任
- 2019年
  - TOKYO IDOL PROJECT主催 「TIF2019 アイドル女流写真家No.1決定戦」優勝[1][3][14]

- 2021年
  - かごしま遊楽館ご意見番 就任
- 2022年
  - 公式かごしま遊楽館SNSサポーター 就任